# Матвієнко Олена Валеріївна
Оле́на Вале́ріївна Матвіє́нко (нар. 24 серпня 1970 року, Краматорськ) — педагог, доктор педагогічних наук (2010), професор (2013). 

## Біографічні дані
Народилася 24 серпня 1970 року в  Краматорську.
У 1991 році закінчила Київський педагогічний інститут, де й відтоді працює: з 2011 року — професор кафедри педагогіки і методики початкового навчання, заступник декана з наукової роботи та міжнародних зв'язків.

## Наукова робота
Наукові дослідження: теорія та методика виховної роботи і професійної освіти; історія педагогіки; соціальна педагогіка.

### Основні праці
За ЕСУ:
- Основи виховання моралі у молодших школярів. — К., 1999;
- Метод конкретних педагогічних ситуацій: навч. посіб. — К., 2001;
- Виховання молодших школярів: теорія і технологія: навч. посіб. — К., 2006;
- Підготовка майбутніх учителів до педагогічної взаємодії: — К., 2009;
- Актуальні проблеми навчання та виховання учнів молодшого шкільного віку: навч. посіб. — Ів.-Ф., 2016[1].